# Văn phòng luật sư
Hiện nay, chưa có khái niệm chính thức về Văn phòng luật sư. Tuy nhiên, có thể hiểu Văn phòng luật sư là một trong các hình thức tổ chức hành nghề của luật sư (cùng với Công ty luật). Theo Điều 33 Luật luật sư năm 2006 của Việt Nam thì Văn phòng luật sư là Văn phòng do một luật sư thành lập được tổ chức và hoạt động theo loại hình doanh nghiệp của luật Doanh nghiệp. Luật sư thành lập văn phòng luật sư là Trưởng văn phòng và phải chịu trách nhiệm bằng toàn bộ tài sản của mình về mọi nghĩa vụ của văn phòng. Trưởng văn phòng là người đại diện theo pháp luật của văn phòng.

## Tên gọi
Tên của văn phòng luật sư do luật sư lựa chọn và theo quy định của Luật doanh nghiệp nhưng phải bao gồm cụm từ "văn phòng luật sư", không được trùng hoặc gây nhầm lẫn với tên của tổ chức hành nghề luật sư khác đã được đăng ký hoạt động, không được sử dụng từ ngữ, ký hiệu vi phạm truyền thống lịch sử, văn hoá, đạo đức và thuần phong mỹ tục của dân tộc. Văn phòng luật sư có con dấu, tài khoản theo quy định của pháp luật.

## Hoạt động
Theo quy định tại Điều 35 Luật luật sư năm 2006  thì Văn phòng luật sư đăng ký hoạt động tại Sở tư pháp địa phương nơi có Đoàn luật sư mà Trưởng Văn phòng là thành viên. Ngoài việc thực hiện dịch vụ pháp lý có nhận thù lao như tư vấn pháp luật, đại diện ngoài tố tụng, dịch vụ pháp lý khác, Văn phòng Luật sư có thể hợp tác với tổ chức hành nghề luật sư nước ngoài; thành lập chi nhánh, văn phòng giao dịch trong nước và nước ngoài. Khi có yêu cầu của khách hàng, Văn phòng Luật sư được phép cử luật sư thực hiện dịch vụ pháp lý ở nước ngoài. Các văn phòng Luật sư có trách nhiệm cử luật sư của tổ chức mình tham gia tố tụng theo phân công của Đoàn luật sư. Khi có luật sư của Văn phòng mình gây ra lỗi làm thiệt hại cho khách hàng, văn phòng Luật sư có trách nhiệm bồi thường thiệt hại.